# Aquincumi tűzoltóság
Az aquincumi tűzoltóság feladata volt a mai Budapest területén az ókori rómaiak által alapított Aquincum városának tűzoltási feladatainak ellátása és éjszakai őrség adása. Ezeket a feladatokat a faberek és a centonáriusok collégiuma látta el, akiknek az élén praefectus (azaz parancsnok) állt. A prafectust, aki a kiképzést és a tűzoltást irányította és az éjszakai utcai őrséget beosztotta és felügyelte, a kormányzat nevezte ki a collegiumok fölé.
A tűzoltótársulat 150 főből állt, és 5-6 szakaszra volt felosztva. A centonáriusok és a faberek 150-től vállalták az egymástól 2-3 kilométerre lévő, 50-60 000 lakosú légióstábor (canabae) és a polgárváros tűzoltási és éjszakai őrködési feladatait. A polgárváros tűzvédelmét a centonáriusok, a mai Óbuda helyén lévő canabaeét a faberek collegiuma látta el.
A polgárvárosban 160 körül építettek egy 10-13 helyiségből álló tűzoltószékházat, ami a 250 körüli barbár ostrom miatt leégett.

## A tűzoltás módszerei
A város telepítése idején a tűzveszélyes üzemeket a városfalakon kívül állították fel, és több víztároló medencét is építettek. A nagyobb lakóházak belső udvarain lévő díszmedencék és azok állandóan vízzel töltött fürdőmedencéi a tűzoltáshoz is elegendő vizet adtak. Ezenkívül kutakkal és vízvezetékekkel arról is gondoskodtak, hogy a víznyerőhelyek hálózatosan álljanak rendelkezésre. Az egyik tűzoltóparancsnok nyilvános szökőkutat is állíttatott. Az aquincumi tűzoltók megnedvesített vagy ecetbe áztatott posztódarabot (centó), ecetes pelyvával töltött nyers állatbőröket, favödröket, fémrúddal egybekapcsolt dupla vödröket, gyékényeket, szivacsokat, rudakat, létrákat, csákányokat és baltákat használtak a tűzoltáshoz.

## A tűzoltóparancsnokok
A tűzoltóság egyik parancsnoka Gaius Iuilus Viatorinus volt, tűzoltóparancsnoki címe szerint praefectus collegii centonariorum, aki a városi tanács tagja is volt (decurio coloniae Aquincensium). Ő ajándékozta magánvagyonából a collegiumnak 228-ban a víziorgonát, amit 1931-ben a tűzoltószékház pincéjében találtak meg, és aminek rekonstruált változata ma az Aquincumi Múzeumban tekinthető meg.